# Антонювка (Красноставський повіт)
Антонювка (пол. Antoniówka) — село в Польщі, у гміні Гошкув Красноставського повіту Люблінського воєводства.
Населення — 147 осіб (2011).
У 1975-1998 роках село належало до Замойського воєводства.

## Демографія
Демографічна структура станом на 31 березня 2011 року:
|          | Загалом | Допрацездатний вік | Працездатний вік | Постпрацездатний вік |
| -------- | ------- | ------------------ | ---------------- | -------------------- |
| Чоловіки | 62      | 8                  | 33               | 21                   |
| Жінки    | 85      | 11                 | 28               | 46                   |
| Разом    | 147     | 19                 | 61               | 67                   |